# Danielle de Saint-Jorre
Marie-Madeleine Danielle de Saint-Jorre d'Offay, née le 30 septembre 1941 à Mahé (Seychelles) et morte le 25 février 1997 à Villejuif, est une enseignante, linguiste, diplomate et femme politique seychelloise. Elle a notamment milité pour la défense et la promotion du créole seychellois et pour la reconnaissance de cette langue comme langue nationale des Seychelles.

## Biographie
Danielle de Saint-Jorre effectue des études dans les universités d'York, de Londres et d'Édimbourg. De retour aux Seychelles, elle commence une carrière d'enseignante et de linguiste. Plus tard, elle devient directrice du Teacher Training College, avant d'être secrétaire d'État au ministère de l'Éducation.
Cette fonction lui permet d'agir pour la défense et la promotion de la langue créole. Le créole seychellois est principalement dérivé du français. En 1974, elle publie avec Annegret Bollée une traduction de l'Évangile selon saint Marc en créole puis, en 1978, une orthographe de la langue créole, sous le titre de Apprenons la nouvelle orthographe. Proposition d'une orthographe rationnelle pour le créole des Seychelles avec six contes seychellois. Elle est une membre active de  l’association Bann Zil Kreol (Les îles créoles) formées en 1981 (et dont elle devient présidente en 1983), réunissant des personnalités des îles créolophones. Elle obtient une avancée importante dans la politique linguistique des îles des Seychelles en 1981, en faisant reconnaître par le Front progressiste du peuple seychellois  (SPPF) la légitimité du créole comme première langue nationale, puis l'officialisation en langue nationale en 1983, l'anglais venant en deuxième et le français en troisième, et  l'enseignement du créole seychellois, à partir de 1982, dans les écoles,.
De 1983 à 1986, elle est en même temps ambassadrice des Seychelles à Paris et à Bonn et haut-commissaire à Londres. Postérieurement, dans les années 1987-1989, elle travaille au secrétariat d’État du ministère des Affaires étrangères et de la Planification.
En 1989, le président France-Albert René la nomme ministre des Affaires étrangères et ministre de Planification. Dans le cadre d'un aménagement ministériel en 1992, elle devient également ministre de l'Environnement. Elle occupe cette fonction jusqu'à son décès, en 1997. Elle meurt d'un cancer dans un hôpital de la région parisienne,,.

## Quelques publications
- Annegret Bollée et Danielle de Saint-Jorre d'Offay. 1978. Apprenons La nouvelle orthographe. 77 p. Il a publié Bollée.
- Danielle de Saint-Jorre d'Offay et Guy Lionnet, 1982. Dictionnaire créole seychellois-français, V. 3 of Kreolische Bibliothek,  (ISSN 0720-9983) A publié Buske Verlag, 422 p.  (ISBN 3871185698),  (ISBN 9783871185694)

## Prix éponyme
L'International Ocean Institute attribue en son honneur, depuis l'an 2000, une bourse d'études Danielle de San Jorre à des Femmes des petits états insulaires, pour des études d'océanographie.